# Tiffany (bande dessinée)
Pour les articles homonymes, voir Tiffany.
Tiffany est une série de bande dessinée policière écrit par Yann et dessinée par Herval. Ses deux volumes ont été publiés en 2006 et 2008 par Delcourt.
Tiffany est une maîtresse d'armes qui peut lire dans les pensées. Elle mène des enquêtes dans le milieu aristocratique.

## Publication
- Tiffany, Delcourt :

1. Escrime et Châtiment, 2006  (ISBN 2-7560-0364-6)[3].
2. Célestine T 1867, 2008  (ISBN 978-2-7560-0579-9)[4].